# Ивановское (Лужский район)
Ивановское — деревня в Володарском сельском поселении Лужского района Ленинградской области.

## История
ИВАНОВСКО — усадище принадлежит генерал-майору Михайле Сакеру, число жителей по ревизии: 65 м. п., 67 ж. п. (1838 год)

ИВАНОВСКО — деревня господина Чирикова, по просёлочной дороге, число дворов — 4, число душ — 11 м. п. (1856 год)

ИВАНОВСКО — мыза владельческая при речке Чернавке, число дворов — 1, число жителей: 3 м. п., 5 ж. п. (1862 год)

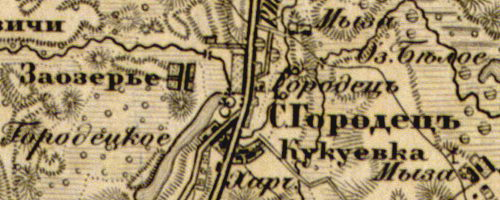
Деревня Ивановское на карте 1863 года

Согласно карте из «Исторического атласа Санкт-Петербургской Губернии» 1863 года на месте современной деревни Ивановское находилась мыза.
В 1868 году временнообязанные крестьяне деревни выкупили свои земельные наделы у М. П. Потёмкиной и стали собственниками земли.
Согласно материалам по статистике народного хозяйства Лужского уезда 1891 года, усадьба Ивановское площадью 666 десятин принадлежала дворянину М. Н. Колянковскому, усадьба была приобретена до 1868 года, в усадьбе был сад, работали водяная и паровая мельницы.
В XIX веке деревня административно относились к Городецкой волости 5-го земского участка 2-го стана Лужского уезда Санкт-Петербургской губернии, в начале XX века — 4-го стана.
По данным «Памятной книжки Санкт-Петербургской губернии» за 1905 год усадьба Ивановское и 667 десятин земли при ней принадлежали дворянке Александре Павловне Мухиной.
С 1917 по 1927 год село Ивановское находилось в составе Городецкого (1917—1924), а затем Новосельского (1924—1927) сельсоветов Городецкой волости Лужского уезда.
В 1927 году — в составе Лужской волости.
С 1928 года — снова в составе Городецкого сельсовета Лужского района.
По данным 1933 года село Ивановское входило в состав Городецкого сельсовета Лужского района.
C 1 августа 1941 года по 31 января 1944 года село находилось в оккупации.
В 1965 году население села составляло 210 человек.
По данным 1966 года Ивановское учитывалось уже, как деревня, которая также входила в состав Городецкого сельсовета.
По данным 1973 и 1990 годов деревня Ивановское входила в состав Володарского сельсовета.
В 1997 году в деревне Ивановское Володарской волости проживали 126 человек, в 2002 году — 117 человек (русские — 92 %).
В 2007 году в деревне Ивановское Володарского СП проживали 133 человека.

## География
Деревня расположена в южной части района на автодороге 41К-254 (Городец — Конезерье) в месте примыкания к ней автодороги 41К-707 (Ивановское — Городец).
Расстояние до административного центра поселения — 6 км.
Расстояние до ближайшей железнодорожной станции Серебрянка — 16 км.
Деревня находится на левом берегу реки Рыбинка.

## Демография
| 1838 | 1862 | 1965 | 1997 | 2007 | 2010 | 2017 |
| ---- | ---- | ---- | ---- | ---- | ---- | ---- |
| 132  | ↘8   | ↗210 | ↘126 | ↗133 | ↘123 | ↗137 |